# Kyle Petty's No Fear Racing
Kyle Petty's No Fear Racing ä ett stockcar-racingspel utgivet 1995. Spelet utvecklades av Leland Interactive Media. I Japan döptes spelet om till Circuit USA (サーキットＵＳＡ?)

### Fotnoter
1. 1 2  ”släppinformation”. Gamefaqs. Arkiverad från originalet den 26 mars 2009. https://web.archive.org/web/20090326103940/http://www.gamefaqs.com/console/snes/data/588535.html. Läst 3 maj 2014.